# أمالي من هسن-دارمشتات
أمالي أميرة هسن-دارمشتات (20 يونيو 1754 - 21 يونيو 1832)؛ كانت أميرة بادن الوراثية بزواجها من كارل لودفيغ أمير بادن الوراثي.
ولدت الأميرة في بلدة برنتسلاو، مملكة بروسيا، فهي الابنة الثانية لوالديها لودفيغ التاسع لاندغراف هسن-دارمشتات وكارولين من بالاتينات-تسفايبروكن "لاندغرافين العظيمة" عمة ماكسيمليان الأول يوزف ملك بافاريا، في 1772 كانت إحدى المرشحين لزواج من تسارفيتش بافل الروسي (لاحقا: بافل إمبراطور روسيا)، ولكنه في الأخير اختار شقيقتها الصغرى فيلهلمينه.
شمل أشقائه الكبار كارولين لاندغرافين هسن-هومبورغ وكذلك فريديريكه لويزه ملكة بروسيا ولودفيغ الأول دوق هسن الأكبر وإما الصغار فيلهلمينه التي أصبح اسمها ناتاليا ألكسيفنا وكذلك لويزه أوغستا دوقة ساكس-فايمار-إيزنباخ الكبرى.
وفي 15 يوليو 1774 تزوجت من ابن عمتها ولي عهد كارل لودفيغ ابن كارل فريدرش مارغريف بادن آنذاك وعمتها لاندغرافين كارولين لويز، أثناء زواجها اشتكت أمالي من برود حماها وتصرفات زوجها الصبيانية، كانت أمالي أيضًا كثيرة الزيارات إلى ديوانيات البروسية والروسية، عملت بشكل تشريفي كسيدة أولى للبلاط منذ وفاة عمتها عام 1783 حتى زواج ابنها عام 1806، وفي 1801 زارت أمالي مع عائلتها ابنتها لويز (الآن. الإمبراطورة القرينة إليزافيتا ألكسيفنا) في روسيا، ثم ابنتها الأخرى الملكة فريدريكا في السويد، بحيث استطعت أن تمارس بعض التأثير على زوجها غوستاف الرابع أدولف ملك السويد، وفي ديسمبر 1801 توفي زوجها الأمير كارل لودفيغ في حادث بالسويد التي بقيت فيها حتى مايو 1802، قامت بمحاولات التوفيق بين صهريها الروسي والسويدي مع بعضهم البعض، وأيضا استقبلت في 1803 العائلة المالكة السويدية كضيوف لها في بادن، وأيضا في 1803 تم ترقية حماها إلى منصب الأمير الناخب، وفي 1806 بعد انحلال الإمبراطورية الرومانية المقدسة تم رفعه إلى مرتبة دوق أكبر، ومنذ وفاة زوجها في 1801 أصبح ابنها الباقي الوحيد كارل وريث جده، وأيضا عارضت زواجه من الأميرة الفرنسية ستيفاني دو بوارنيه إحدى أقرباء نابليون بونابرت، وفي 1809 استقبلت ابنتها فريدريكا وعائلته بعد خلع زوجها من العرش، وأيضا في 1811 حاولت إقناع غوستاف أدولف بمنعه من تطليق ابنتها، ولما طلقها رتبت وضع المالي وحضانة أحفادها، وأيضا اشتهرت بالتآمر لمحاولة تأمين العرش لحفيدها، وخلال مؤتمر فيينا عام 1815 ساهم تأثيرها على صهرها القيصر ألكسندر الأول في السماح لبادن بالبقاء كدوقية كبرى دون خسارة الأراضي.
توفيت في بروخزال عن عمر يناهز 78 عامًا، بعد أن عاشت أكثر من زوجها وستة من أطفالهما الثمانية.

## الذرية
| الاسم                                                       | الصورة | الميلاد              | الوفاة         | ملاحظة |
| ----------------------------------------------------------- | ------ | -------------------- | -------------- | --- |
| كاترينا أمالي كريستين                                       |        | 13 يوليو 1776 (تؤام) | 26 أكتوبر 1823 | غير متزوجة، رغم مفاوضات للزواج العديدة. |
| كارولين ملكة نافاريا القرينة                                |        | 13 يوليو 1776 (تؤام) | 13 نوفمبر 1841 | تزوجت من ماكسيمليان الأول يوزف كان أمير ناخب ثم ملك بافاريا، لهم ذرية؛ فهما جدا فرانتس يوزف إمبراطور النمسا-المجر وقرينته إليزابيث البافارية. |
| لويز ماري أوغست إليزافيتا أليكسيفنا إمبراطورة روسيا القرينة |        | 24 يناير 1779        | 16 مايو 1826   | تزوجت من ألكسندر الأول إمبراطور روسيا؛ لهم ابنتان صغيرتين.                                                                                    |
| فريديريكا ملكة السويد القرينة                               |        | 12 مارس 1781         | 25 سبتمبر 1826 | تزوجت من غوستاف الرابع أدولف ملك السويد، لهم ذرية.                                                                                            |
| ماري دوقة براونشفايغ-فولفنبوتل القرينة                      |        | 7 سبتمبر 1782        | 20 أبريل 1808  | تزوجت من فريدرش فيلهلم دوق براونشفايغ-فولفنبوتل، لهم 3 أبناء.                                                                                 |
| كارل فريدرش                                                 |        | 13 سبتمبر 1784       | 1 مارس 1785    | توفي صغيراً. |
| كارل لودفيغ دوق بادن الأكبر                                 |        | 8 يونيو 1786         | 8 ديسمبر 1818  | تزوج من ستيفاني دو بوارنيه، لهم 4 أبناء، فما جدا كارول الأول ملك رومانيا.                                                                     |
| فيلهلمين دوقة هسن والراين الكبرى                            |        | 21 سبتمبر 1788       | 27 يناير 1836  | تزوجت من ابن خالها لودفيغ الثاني دوق هسن الأكبر، لهم ذرية بما في ذلك ماريا ألكسندروفنا إمبراطورة روسيا القرينة.                               |